# Денисов, Сергей Фёдорович
Серге́й Фёдорович Дени́сов (4 декабря 1952 года, Миасс, СССР — 24 января 2018, Омск, Россия) — советский и российский философ, специалист в области гносеологии и философской антропологии. Доктор философских наук, профессор.

## Биография
Родился 4 декабря 1952 года в г. Миассе Челябинской области.
В 1982 году окончил философский факультет Уральского государственного университета имени А. М. Горького по специальности «Философ, преподаватель философии».
В 1988 году окончил аспирантуру Томского государственного университета и защитил диссертацию на соискание учёной степени кандидата философских наук по теме «Рецептурное знание и его роль в генезисе теоретических схем естественных наук» (Специальность — 09.00.01 «Диалектический и исторический материализм»).
В 1995 году в Томском государственном университете защитил диссертацию на соискание учёной степени доктора философских наук по теме «Рассудок и разум в человеческой активности» (Специальность — 09.00.01 «Онтология и теория познания»).
Профессор и заведующий (с 1999 года) кафедрой философии Омского государственного педагогического университета.
Декан философского факультета Омского государственного педагогического университета.
Действительный член Академии гуманитарных наук с 1998 года.
Председатель диссертационного совета Д 212.177.03 по специальностям «09.00.01 — Онтология и теория познания (философские науки)» и «09.00.13 — Религиоведение, философская антропология, философия культуры (философские науки)».
Жена — Любовь Владиленовна Денисова, российский религиовед и философ, специалист в области философской онтологии и философии религии. Доктор философских наук, профессор, полковник полиции. Создатель научной школы «Онтология и аксиология права». Является организатором проведения в Омске международных научных конференций «Онтология и аксиология права». С 1997 года — доцент, с 2001 года — профессор, а с 2002 года — начальник кафедры философии и политологии Омской академии МВД России..
Похоронен на старом Южном кладбище, город Миасс Челябинской области.

## Научная деятельность
С. Ф. Денисовым исследованы вопросы происхождения и развития естественно-научных знаний, а также истинности и объективности самого процесса познания, обоснования основополагающей роли нравственности в становлении человека. Установлены и исследованы конкретные механизмы и закономерности предварительной схематизации на материале ремесленного производства и современного инженерного знания. История развития естественно-научных знаний согласно представлению С. Ф. Денисова начинается с идеи практической обусловленности теоретических представлений человека о мире, с познания (схематизации предметных структур практической деятельности) и знания (схема объектной стороны практики). При этом под схемой С. Ф. Денисовым понимается система абстрактных объектов, связи и отношения которых воспроизводят существенные особенности практических операций и предметов, содержащихся в этих операциях. С. Ф. Денисовым отмечается важность технического и философского знаний в становлении естественно-научных схем. Донаучное техническое знание складывающееся из рецепции, предварительно схематизирует природные закономерности, которые в свою очередь проявляются посредством конкретные искусственных предметных структурных практик.
Также в число научных интересов С. Ф. Денисова входит проблема сущности разума и рассудка. Им обосновывается большая роль разума в процессах познавательной и поведенческой активности человека. Он считает, что значительный пласт технического знания является порождением рассудка, а направленность технической деятельности на достижение высших целей связывается с разумом. Рассудок рассматривается С. Ф. Денисовым в качестве проявления животных (неразумных) начал в человеческой деятельности. Исследуя преобладающие тенденции в западноевропейской культуре, С. Ф. делает вывод о её рассудочности и преобладании в её духовности животных начал, что находит своё отражение в стремлении к индивидуальному выживанию.
Особое значение в научной деятельности С. Ф. Денисова занимает вопрос проявления животных и человеческих начал в познавательной деятельности. Он полагает, что субъективизм является своеобразным проявлением животных, низших начал в человеческой духовности. А затем субъективизм как гносеологическая категория получает антропологическое звучание.
В целом исследования С. Ф. Денисова направлены на антропологизацию знания, которая должна проявиться через сближение гносеологии и антропологии на почве философии.

## Научные труды

### Диссертации
- Денисов С. Ф. Рецептурное знание и его роль в генезисе теоретических схем естественных наук / автореферат дис. ... кандидата философских наук : 09.00.01. — Томск: Том. гос. ун-т им. В. В. Куйбышева, 1988. — 17 с.
- Денисов С. Ф. Рассудок и разум в человеческой активности : (Философско-антропологическое и гносеологическое осмысление современной духовной ситуации) / автореферат дис. ... доктора философских наук : 09.00.01. — Томск: Томский гос. ун-т, 1995. — 46 с.

### Монографии
- Денисов С. Ф. Разум и рассудок в структуре человеческой активности / С. Ф. Денисов; Омский гос. мед. ин-т. — Томск: Изд-во Том. ун-та, 1993. — 183 с. — ISBN 5-7511-0647-4.
- Денисов С. Ф., Денисова Л. В. Человеческое и животное в человеке. — Омск: ОмГПУ, 1995. — 184 с. — ISBN 5-8268-0082-8.
- Денисов С. Ф. Жизненные и антропологические смыслы правды и неправды: монография. — Омск: Изд-во ОмГПУ, 2001. — 205 с.
- Ефимова С. В., Денисов С. Ф. Антропологические основания библейских исторических эпох. — М.: Наука, 2007. — 188 с. — ISBN 978-5-02-035943-7.
- От экстремизма к толерантности: этические и социокультурные аспекты : коллективная монография / Денисов С. Ф. и др.; М-во образования и науки Российской Федерации, Федеральное агентство по образованию, Новосибирский гос. архитектурно-строительный ун-т (Сибстрин). — Новосибирск: Новосибирский гос. архитектурно-строительный ун-т, 2010. — 336 с. — ISBN 978-5-7795-0472-0.
- Денисов С. Ф. Сциентизм в метафизике : монография. — Омск: Изд-во ОмГПУ, 2011. — 298 с. с. — ISBN 978-5-8268-1571-7.
- Денисов С. Ф. Антисциентизм : конфликтность и негативность: монография. — Омск: Изд-во ОмГПУ, 2013. — 317 с. — ISBN 978-5-8268-1808-4.

### Учебные пособия
- Денисов С. Ф., Дмитриева Л. М. Естественные и технические науки в мире культуры. Учебное пособие. — Омск: ОмГТУ, 1997. — 448 с. — ISBN 5-230-13921-8. Рекомендовано Министерством общего и среднего профессионального образования РФ в качестве учебного пособия для студентов вузов.
- Денисов С. Ф. Библейские и философские стратегемы спасения: антропологические этюды: учебное пособие по дисциплине "Культурология" блока ГСЭ Гос. образоват. стандарта. — Омск: Изд-во ОмГПУ, 2004. — 215 с. — ISBN 5-8268-0815-2. Рекомендовано Министерством общего и среднего профессионального образования РФ в качестве учебного пособия для студентов вузов.
- Денисов С. Ф. История и философия науки. Ч. 1: Наука и её институциональная специфика. — Омск: Омский гос. пед. ун-т, 2007. — 291 с. — ISBN 978-5-8268-1000-2.
- Денисов С. Ф. История и философия науки. Ч. 2: Наука — религия — философия — искусство. — Омск: Омский гос. пед. ун-т, 2010. — 276 с. — ISBN 978-5-904947-18-7.
- Денисов С. Ф. История и философия науки.  Ч. 3: Сциентизм — антисциентизм — околонаучное знание. — Омск: Омский гос. пед. ун-т, 2014. — 353 с. — ISBN 978-5-8268-1817-6.
- Денисов С. Ф., Овчинникова О. И. Философские основы устойчивого развития современных социальных процессов: учебное пособие: в 2 ч. Ч. 1: Системно-онтологические основания устойчивого развития. — Омск: Изд-во ОмГПУ, 2011. — 99 с. — ISBN 978-5-8268-1663-9.

### Статьи
на русском языке
- Денисов С. Ф. Закономерности развития рецептурного знания // Практическая природа научного познания. — Томск, 1989.
- Денисов С. Ф. Предпосылки и основные закономерности процесса непосредственной схематизации практики // Практическая природа познания. — Томск, 1989.
- Денисов С. Ф. Роль процессов экзистирования и трансцендирования в формировании личности.
- Денисов С. Ф. Судьба как экзистенциал и мифологема // Вестник Омского университета. — Омск: ОмГУ, 1999. — Вып. 4. — С. 58—62. Архивировано 14 июня 2013 года.
- Денисов С. Ф. Онтологическая специфика права в контексте библейской реальности // Онтология и аксиология права. Материалы международной научной конференции, 27 - 28 сентября 2003 г.. — Омск: Изд-во Ом. акад. МВД России, 2003. — С. 116—118.
- Денисов С. Ф., Денисова Л. В. Научное сообщество и его формы (часть 1) // Научный вестник Омской академии МВД России. — Омск: Изд-во Ом. акад. МВД России, 2007. — № 2. — С. 30—33. — ISSN 1999-625X.
- Денисов С. Ф., Денисова Л. В. Научное сообщество и его формы (часть 2) // Научный вестник Омской академии МВД России. — Омск: Изд-во Ом. акад. МВД России, 2007. — № 3. — С. 39—46. — ISSN 1999-625X.
- Денисов С. Ф. Предметная идентичность социально-гуманитарного знания и правовая реальность // Онтология и аксиология права: тезисы докладов и сообщений Четвертой международной научной конференции (16-17 октября 2009 г.). — Омск: Изд-во Омск. акад. МВД России, 2009. — С. 55—57.
- Денисов С. Ф., Денисова Л. В. Понимание науки в культуре // Омский научный вестник. — Омск: ОмГТУ, 2012. — № 2. — С. 250—253. — ISSN 1813-8225.
- Денисов С. Ф., Денисова Л. В., Чинакова Л. И. Влияние науки на искусство // Омский научный вестник. — Омск: ОмГТУ, 2012. — № 3. — С. 242—247. — ISSN 1813-8225.

на других языках
- Denisov S. F., Denisova L. V. Metaphysics and Dogmatism = Метафизика и догматизм // Journal of Siberian Federal University. Humanities & Social Sciences. — Krasnoyarsk: Siberian Federal University, 2015. — Т. 8, № 6. — P. 1300—1307.